# IC 2166
IC 2166 — галактика типу SBbc (компактна витягнута галактика) у сузір'ї Рись.
Цей об'єкт міститься в оригінальній редакції індексного каталогу.